# TuralTuranX
TuralTuranX — азербайджанський музичний дует, що складається з братів-близнюків Турала і Турана Баґманових (азерб. Tural Bağmanov і азерб. Turan Bağmanov нар. 30 жовтня 2000, Закатала, Азербайджан). Дует представляв Азербайджан на пісенному конкурсі Євробачення 2023 зі своєю піснею «Tell Me More».

## Історія
Турал і Туран Баґманови походять із міста Закатала, що на північному заході Азербайджану. Вони вперше побачили фортепіано в школі та були настільки захоплені ним, що часто потай розучували пісні. Потім батько купив їм вживаний синтезатор. Згодом навчилися грати й на гітарі. 
Дует TuralTuranX з'явився вперше ще у шкільні роки: грали у різних шкільних і на деяких інших заходах. Однак після смерті батька брати тимчасово припинили займатися музикою.
Пізніше Турал переїхав до столиці Баку і разом із другом заснував гурт «TheRedJungle», з яким Туран також виступав. У Баку брати виступали як вуличні музиканти.
2 лютого 2023 року було оголошено, що TuralTuranX є одним з п’яти кандидатів внутрішнього відбору Азербайджану на пісенний конкурс Євробачення 2023 . А вже 9 березня вони були обрані представниками Азербайджану на пісенному конкурсі Євробачення . Змагалися у першому півфіналі Євробачення 9 травня з піснею «Tell Me More». За підсумками голосування глядачів у першому півфіналі азербайджанський гурт набрав 4 бали, посівши 14 місце . До фіналу конкурсу гурт не пройшов .

## Особисте життя
Турал і Туран Багманов мали ще двох братів на ім'я Емін і Джамал, обидва з яких загинули в дорожній катастрофі в Юхари Тала (Загатальський район) у 2015 році.

## Дискографія
Сингли:
- «Tell Me More» (2023) (англ. «Розкажи мені більше»)